# Bekir Tchoban-zade
Bekir Tchoban-zade (en azéri : Bəkir Vahab oğlu Çobanzadə, 27 mai 1893 – 13 octobre 1937) est un poète tatar de Crimée et professeur de langues turques, l'une des victimes des Grandes Purges.

## Biographie
Bekir Vaap oghlu Tchoban-zade est né dans le village près de Qarasubazar, en Crimée. Son père était berger (« tchoban » en tatar de Crimée), et son nom de famille signifie « fils de berger ». Beaucoup de ses poèmes regorgent de descriptions de scènes pastorales de Crimée.
Il fait ses premières études en Crimée et à Istanbul. En 1916, il se rend à Budapest pour s'inscrire à l'Université catholique Péter-Pázmány  et obtient son doctorat. En 1919, il retourne en Crimée et enseigne la langue et la littérature tatares de Crimée à l'Institut pédagogique tatare de Crimée à Simferopol (Aqmescit). En 1922, il accepte la chaire de turcologie à l'Université de Crimée (aujourd'hui connue sous le nom d'Université nationale de Tauride). Au début de 1925, il part en Azerbaïdjan pour devenir professeur de turcologie à l'Université d'État de Bakou.

## Carrière littéraire
Il dirige le comité de terminologie de l'Administration scientifique générale de l'Azerbaïdjan et travaille en même temps comme chef de département et doyen de la Faculté des études orientales de l'Université d'État d'Azerbaïdjan (1924-1929). Il est élu membre à part entière de l'Institut d'études orientales de Moscou (1928). Il travaill comme chef du département de troisième cycle de l'Institut national de recherche scientifique d'Azerbaïdjan (1929). Il est élu membre à part entière de la section azerbaïdjanaise dans la branche transcaucasienne de l'Académie des sciences de l'URSS (1932) et de la branche azerbaïdjanaise de l' l'Académie des sciences de l'URSS (1935). Il était membre de la Société de linguistique de Paris. 

## Condamnation
En janvier 1937, Çoban-zade est mis en congé sans solde par ordre de l'Académie des sciences soviétique et arrêté par la suite. Au cours d'un procès de 20 minutes, il est reconnu coupable et condamné à mort. Il est exécuté le 13 octobre 1937. Vingt ans après sa mort, en réponse à un appel de la femme de Tchoban-zade, un tribunal militaire de l'URSS annule la décision prise à son encontre. Le tribunal déclare que les accusations portées contre Tchoban-zade sont sans fondement.